# La Punta del Barco
La Punta del Barco és una muntanya de 620,1 metres d'altitud que es troba a cavall dels termes municipals de Calders i de Monistrol de Calders, a la comarca del Moianès.
Està situada al Serrat de la Tirolena, del qual és un punt destacat. La cinglera que forma el cap del turó justifica plenament el nom que li donen tant els calderins com els monistrolencs. És, com el Serrat de la Tirolena, a llevant del torrent de la Baga Cerdana i al nord-oest de la Coma, pel costet de Monistrol de Calders, i a ponent del torrent de Vilaterçana i al sud-est de la masia de Vilaterçana, pel de Calders.